# آیفون ۳جی‌اس
آیفون ۳جی‌اس (به انگلیسی: iPhone 3GS) نسل سوم گوشی هوشمند آیفون می‌باشد که بعد از آیفون ۳جی توسط شرکت اپل ساخته شده و در تاریخ ۱۹ جون، ۲۰۰۹ توسط استیو جابز مدیر عامل شرکت اپل در جریان کنفرانس جهانی طراحان اپل ۲۰۰۹ (2009 WWDC)در ماسکانی سنتر، سان‌فرانسیسکو رونمایی شد.